# 16-millimetersfilm

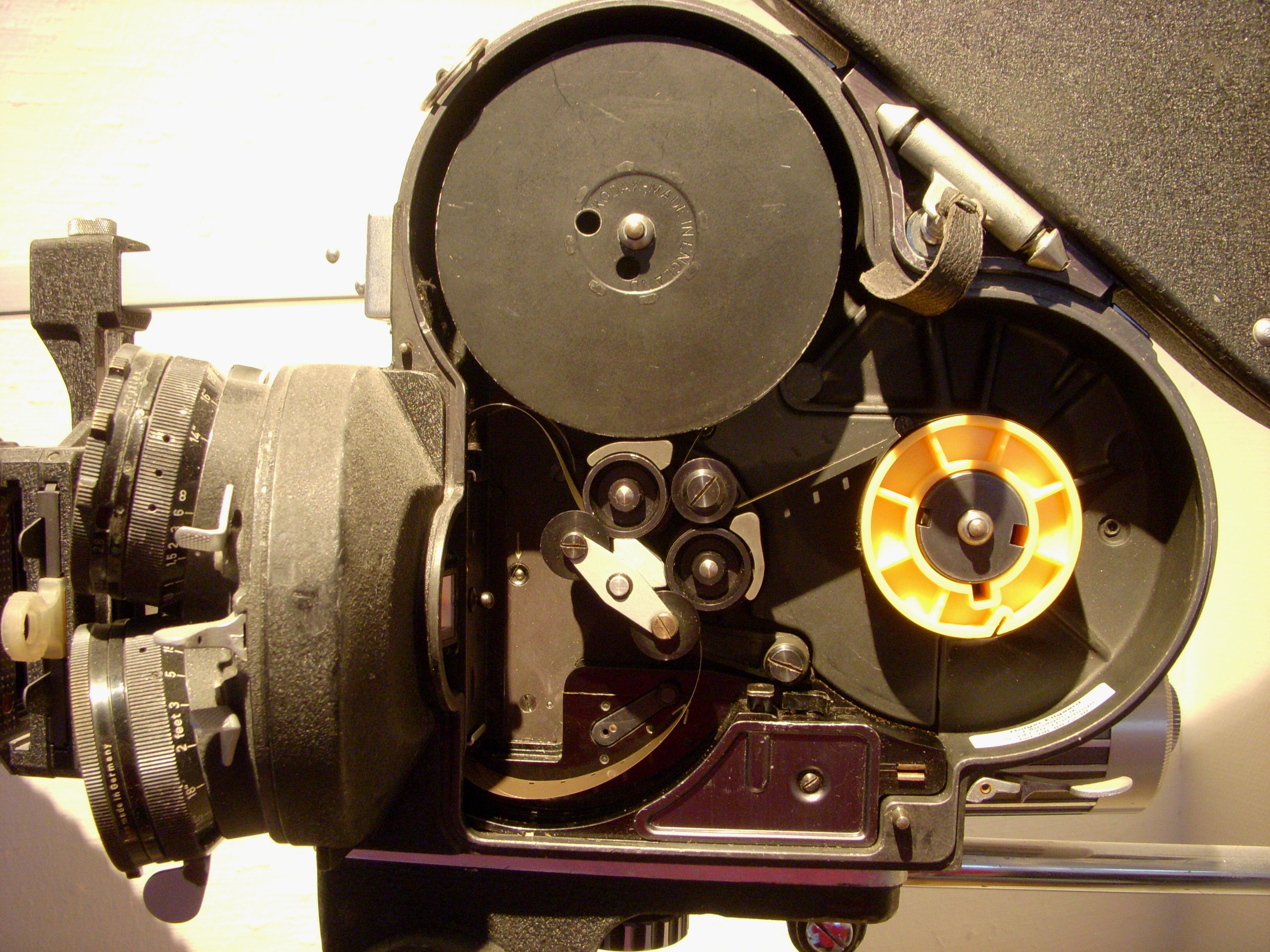
Filmföring i en Arriflex 16mm filmkamera.

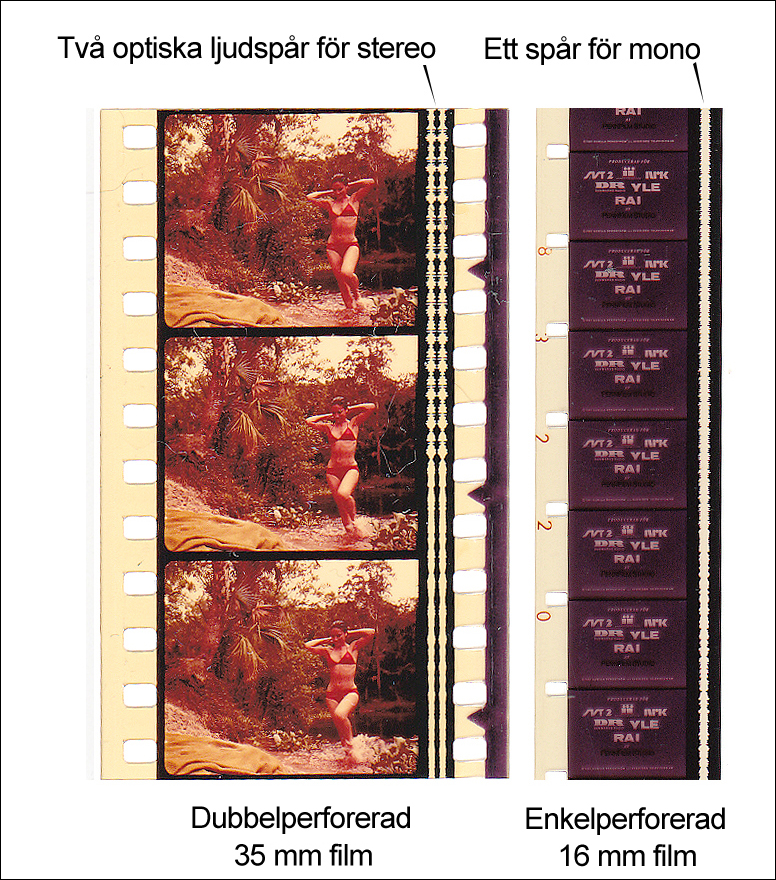
Två remsor spelfilm, en dubbelperforerad 35-mm film och en enkel perforerad 16-mm, båda med optiskt ljud, i stereo på 35-mm och i mono på 16-mm.

16-millimetersfilm är ett filmformat framtaget av Eastman Kodak 1923 som var tänkt att användas av amatörfilmare.
År 1935 antogs en standard för optiskt ljud för 16 mm och formatet blev vanligt till undervisningsfilmer. Idag används formatet fortfarande ibland av filmskolor och till filmproduktioner direkt till tv, framför allt i Europa. Bildformatet är 1,33:1 men numera används oftast Super 16-kameror som även använder ljudspåret att filma på. Bilden blir då 40 % större och formatet 1,66:1 vidfilm. Många svenska långfilmer är filmade på Super-16 och har sedan kopierats till 35-millimetersfilm. Super 16-formatet skapades av filmfotografen Rune Ericson.
16-millimetersformatet har varit populärt bland avancerade amatör- och naturfilmare som krävt bättre bildkvalitet och broadcast-standard till i början av 2000-talet, då Kodak och Fujifilm lade ned sin produktion av 16-mm Kodachrome och Ektachromefilmer. Ektachrome återintroducerades i 16 mm år 2019. 
Det finns fortfarande filmkameror för 16-millimetersfilm i omlopp, inte minst på begagnatmarknaden, och de olika kamerafabrikanterna har fortfarande service och lagerhåller reservdelar. Sedan omkring 2010 har några filmproducenter börjat återaktualisera 16-millimetersfilm för att användas igen som upptagningsmedium, för att senare bearbetas och distribueras digitalt. Tidigt i formatets livstid fanns även 16mm film i magasin från bland annat Kodak och Siemens.